# Jaroslav Vokatý
Jaroslav Vokatý (6. října 1908 Hubálov – 9. července 1942 Pardubice) byl český odbojář a spolupracovník výsadku Silver A popravený nacisty.

## Život

### Civilní život
Jaroslav Vokatý se narodil 6. října 1908 v Hubálově u Jičína. Po ukončení studia pracoval jako technický úředník telegrafního stavebního úřadu v Hradci Králové a posléze v Trutnově. Po německém obsazení Sudet byl nucen i se svou manželkou Pavlou Trutnov opustit a přestěhovat se do Červeného Kostelce do Jiráskovy ulice čp. 645. Nové zaměstnání získal na poštovním úřadu. Byl členem Sokola.

### Protinacistický odboj
Po německé okupaci se Jaroslav Vokatý zapojil do sokolské odbojové skupiny S 21 B pod vedením učitele z Malých Svatoňovic Josefa Schejbala. Skupina vstoupila do spolupráce s výsadkem Silver A. Společně s Janem Balatkou a Jaroslavem Mertou sestrojil záložní vysílačku pro radistu Jiřího Potůčka. Zatčen gestapem byl 1. července 1942. Společně s dalšími odbojáři z podkrkonoší včetně Josefa Schejbala a Jaroslava Merty byl popraven na pardubickém zámečku 9. července 1942. Jeho tělo bylo spáleno v pardubickém krematoriu a popel vysypán do Labe.